# Sandra Jessen
Sandra Jessen (18 januari 1995) is een voetbalspeelster uit IJsland.
Jessen speelt voor het IJslands vrouwenvoetbalelftal, en speelde voor de kwalificatie van het EK in 2013 in groep 3.
Ook speelde Jessen voor Þór Akureyri in de IJslandse Úrvalsdeild en in de Duitse Frauen Bundesliga.

## Statistieken
| Seizoen | Club                | Land      | Competitie | Wedstrijden | Doelpunten |
| ------- | ------------------- | --------- | ---------- | ----------- | ---------- |
| 2011    | Thór / KA           | IJsland   | ÚRW        | 15          | 2          |
| 2012    | Thór / KA           | IJsland   | ÚRW        | 18          | 18         |
| 2013    | Thór / KA           | IJsland   | ÚRW        | 14          | 9          |
| 2015    | Thór / KA           | IJsland   | ÚRW        | 18          | 13         |
| 2015/16 | Bayer 04 Leverkusen | Duitsland | FRB        | 8           | 0          |
| 2016    | Thór / KA           | IJsland   | ÚRW        | 18          | 9          |
| 2017    | Thór / KA           | IJsland   | ÚRW        | 15          | 8          |
| 2018    | Thór / KA           | IJsland   | ÚRW        | 18          | 14         |
| 2018/19 | Bayer 04 Leverkusen | Duitsland | FRB        | 8           | 1          |
| 2019/20 | Bayer 04 Leverkusen | Duitsland | FRB        | 18          | 0          |
| 2020/21 | Bayer 04 Leverkusen | Duitsland | FRB        | 8           | 0          |
| Totaal  | Totaal              | Totaal    | Totaal     | 158         | 74         |

Laatste update: april 2021

## Interlands
Jessen speelde in 2011 voor het IJslandse nationale elftal O17 en nam deel aan het Europees kampioenschap voetbal vrouwen onder 17 in 2011.
In 2012 debuteerde Jessen in het IJslands vrouwenvoetbalelftal.